# Lac de Tucuruí
 (novembre 2020).
Si vous disposez d'ouvrages ou d'articles de référence ou si vous connaissez des sites web de qualité traitant du thème abordé ici, merci de compléter l'article en donnant les références utiles à sa vérifiabilité et en les liant à la section « Notes et références ».
Le lac de Tucuruí est le lac créé à la suite de l'édification du barrage de Tucuruí sur le rio Tocantins dans l'État du Pará au Brésil, dans la municipalité de Tucuruí.

## Données chiffrées
- Sa profondeur maximum est de 72 mètres[1]
- Son niveau peut fluctuer de 0,131 mètre soit 13,1 centimètres[réf. souhaitée].
- La longueur de ses rives est de 550 kilomètres.
- Le temps de résidence des eaux est de 0,14 ans.
- L'étendue de son bassin versant est de 755 570 km2
- Son émissaire, le rio Tocantins a un débit de plus ou moins 10 300 m3/s à la sortie du lac, c’est-à-dire au niveau du barrage.